# Hrvatski akademski odbojkaški klub Mladost (maschile)
L'Hrvatski akademski odbojkaški klub Mladost, noto semplicemente come HAOK Mladost, è una società pallavolista maschile croata con sede a Zagabria: milita nel campionato di Superliga.

## Storia
Due anni dopo la fondazione, la squadra vince il suo primo scudetto nell'allora Repubblica Socialista Federale di Jugoslavia. Fino alla dissoluzione dell'entita statale, avvenuta nel 1992, vince complessivamente 17 campionati nazionali e otto coppe.
In ambito internazionale la squadra è l'unica del blocco jugoslavo a raggiungere risultati di rilievo, infatti tra il 1963 e il 1985 raggiunge per ben tre volte la finale di Champions League.
Nel nuovo campionato croato si dimostra fin dal principio la squadra più forte.
Nel 2010 ha raggiunto la finale di Challenge Cup, venendo sconfitta dai padroni di casa del Perugia.

## Rosa 2024-2025
| N° | Nome                 | Ruolo | Data di nascita  | Nazionalità sportiva |
| -- | -------------------- | ----- | ---------------- | -------------------- |
| 3  | Stipe Perić          | C     | 7 maggio 1997    | Croazia              |
| 4  | Gabrijel Ivančić     | P     | 19 luglio 1999   | Croazia              |
| 8  | Sven Jakopec         | C     | 27 febbraio 2005 | Croazia              |
| 9  | Marko Repek          | L     | 3 giugno 2003    | Croazia              |
| 10 | Nikola Đurović       | C     | 10 giugno 2006   | Montenegro           |
| 11 | Spyros Chandrinos    | S     | 24 febbraio 2001 | Grecia               |
| 12 | Clemens Ecker        | O     | 25 dicembre 2000 | Austria              |
| 13 | Hrvoje Pervan        | L     | 8 dicembre 1994  | Croazia              |
| 14 | Roko Vlašić          | S     | 11 marzo 2004    | Croazia              |
| 15 | Mario Močić          | P     | 31 ottobre 1992  | Croazia              |
| 16 | Teo Mičetić          | O     | 21 marzo 2006    | Croazia              |
| 17 | Maro Busak-Vidaković | L     | 5 luglio 2006    | Croazia              |
| 18 | Stanko Stanković     | S     | 10 gennaio 1997  | Croazia              |
| 20 | Đorđe Jovović        | O     | 15 ottobre 2001  | Montenegro           |

## Palmarès
- Campionato jugoslavo: 17

1948, 1952, 1962, 1963, 1965, 1966, 1967-68, 1968-69, 1969-70, 1970-71,
1976-77, 1980-81, 1981-82, 1982-83, 1983-84, 1984-85, 1985-86
- Campionato croato: 23

1991-92, 1992-93, 1993-94, 1994-95, 1995-96, 1996-97, 1997-98, 1998-99, 1999-00, 2000-01,
2001-02, 2002-03, 2005-06, 2006-07, 2007-08, 2009-10, 2010-11, 2017-18, 2018-19, 2020-21,
2021-22, 2022-23, 2023-24
- Coppa di Jugoslavia: 8

1978, 1980, 1981, 1983, 1984, 1985, 1986, 1988
- Coppa di Croazia: 23

1993, 1994, 1995, 1996, 1997, 1998, 2000, 2001, 2002, 2003,
2004, 2005, 2006, 2008, 2009, 2013, 2014, 2015, 2016, 2018-19,
2019-20, 2021-22, 2023-24
- Supercoppa croata: 2

2016, 2017